# ダンテ・アリギエーリ協会
ダンテ・アリギエーリ協会（伊語:Società Dante Alighieri）は、イタリア国内大学進学と移住の際に必要となる資格取得試験のイタリア政府公認イタリア語検定試験PLIDA(プリーダ)を世界中で主催しており、またイタリア文化普及を目的とした、イタリアでも最も歴史と由緒あるイタリア政府系非営利法人組織で、世界中に400以上の支部を抱える、世界で最も規模の大きなイタリア文化普及組織となっている。アンドレア•リッカルディ(元イタリア政府大臣:イタリア移民融和担当相)が現在会長を務めている。

## 概要
1889年7月にイタリアで創設された。名称はルネッサンス期のフィレンツェの文豪ダンテ・アリギエーリに由来。
協会の目的は、『イタリア語とイタリア文化の普及』を世界中で促進することにある。特にイタリア政府公認のイタリア語検定試験は、世界中で実施され毎年2万人以上の受験者数を誇る。イタリアの大学入学時、また移住の際の資格取得試験としてイタリア国内で高い信頼度で活用されている。アジアに東京、香港の支部があり、アメリカ合衆国、オーストラリアなど世界各地に400支部が活動している。各支部では、文化講座に加えてイタリア語講座を開き、旅行者や初心者や専門的なイタリア文学徒など多様な学習者に対応している。

## 受賞歴
- 2005年アストゥリアス皇太子賞：コミュニケーションおよびヒューマニズム部門受賞

受賞対象：アリアンス・フランセーズ（フランス）、ダンテ・アリギエーリ協会（イタリア）、ブリティッシュ・カウンシル（イギリス）、ゲーテ・インスティトゥート（ドイツ）、 セルバンテス文化センター （スペイン）、カモンイス院 （ポルトガル）
受賞理由：「一部の組織は100年以上の歴史を持ち、各大陸の何百万人もの人々にそれぞれの各国の言語を教えるだけでなく、文学と芸術的伝統や西洋文明の基礎となる人間的価値観と倫理観を広く知らしめ、ヨーロッパの文化遺産の保護と育成に貢献している」
- 2006年：イタリア文化芸術功労賞（イタリア語版）金メダル

## 日本支部
ダンテ・アリギエーリ協会本部(本部　ローマ)は、アジアと日本におけるイタリア語とイタリア文化の普及を重要視しており、ダンテ・アリギエーリ協会は、日本国内で、イタリア政府公認検定試験PLIDA(プリーダ)を主催している。検定試験合格のための対策講座やイタリア語講座にも力を入れている。日本に住むイタリア人子供のための週末スクールGGDAも運営されている。また、イタリアの各種大学や専門学校への留学アドバイスも行なっている。現在日本では、ファブリツィオ・グラッセリ元会長が創立した東京支部とドメニコ・カンタトーレ元会長が創設した大阪支部が活動している。ファブリツィオ・グラッセリは、協会の日本における活動の促進をその目的のひとつとして、イル・チェントロ・イタリア語文化センター（東京）も開設し初代校長も務めた。
ダンテ･アリギエーリ協会が世界中で主催しているイタリア政府公認イタリア語検定試験プリーダ（PLIDA）は、日本でも東京で毎年4回実施されており、試験官登用と採点システムの高い厳格な基準からイタリア大学へ入学するための資格取得試験として、イタリアの各大学より最高グレードの高い信頼を誇っている。また、移住の際にも必要な資格試験として世界中で受験されている。